# Vêtement moulant
Le vêtement moulant est un type de vêtement dont l'élasticité le maintient collé à la peau de la personne qui le porte, de manière à épouser les formes de son corps. Le large usage d'élasthanne, connu sous sa marque « Lycra », reste un élément déterminant de l'expansion de ce type de vêtements. Ce type d'habits marque le passage des vêtements de sport à une mode quotidienne et fonctionnelle. 
Dans le domaine de la mode, le terme anglais bodycon (un terme dérivant du japonais ボディコン, bodikon, forme elliptique de ボディーコンシャス, bodī konshasu, c'est-à-dire body conscious (ou conscient de son corps) est souvent employé pour désigner une robe ou jupe moulante.

## Historique

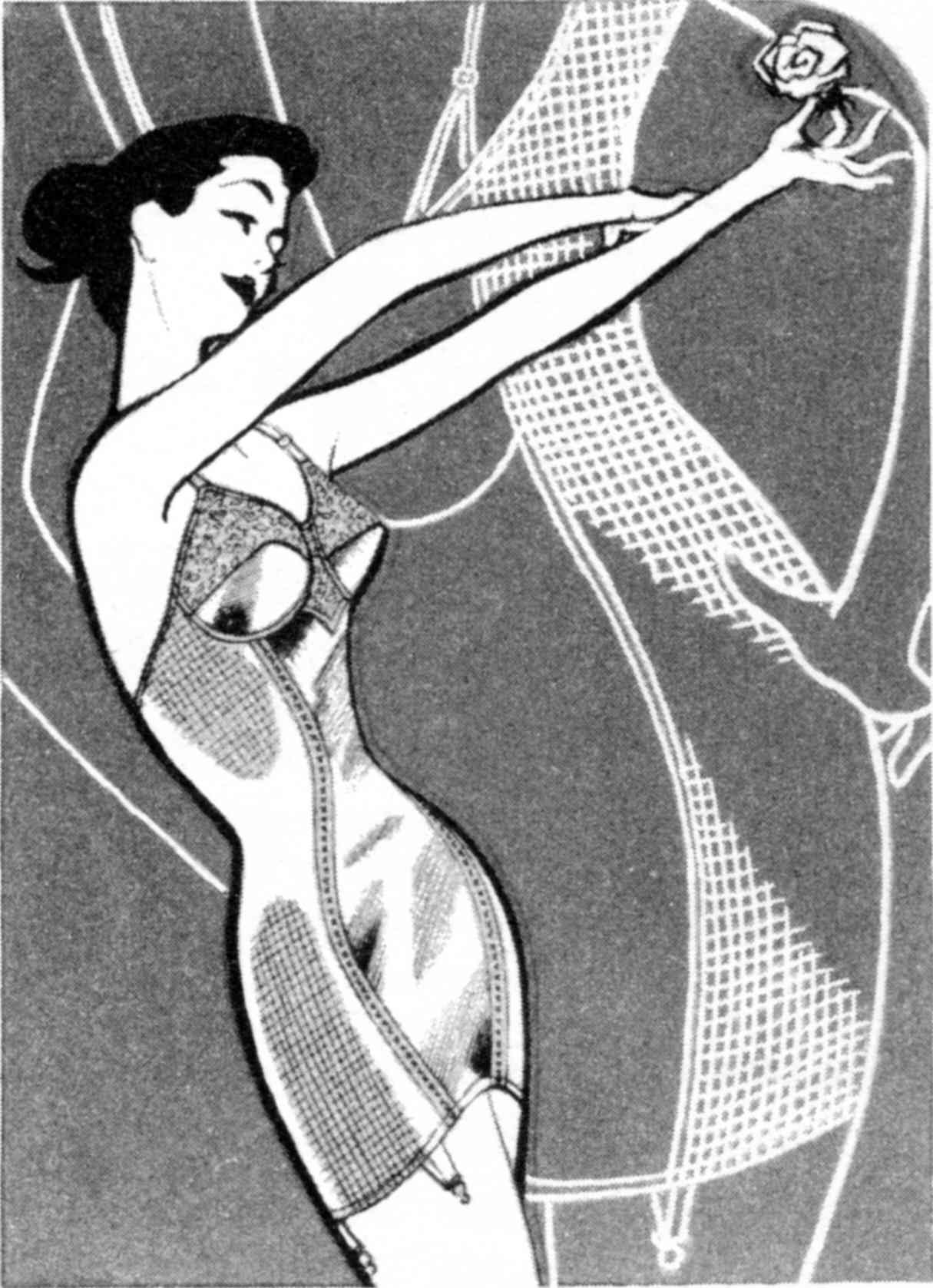
Corset Gossart (1953).

Dans les années 1960 à 1970, la mise au point de matières textiles utilisant de nouvelles fibres est à l'origine de l'évolution de quelques gammes de vêtements. L'utilisation de ces nouvelles matières s'est ensuite généralisée à l'ensemble de la confection ; en particulier grâce à l'utilisation de l'élasthanne (appelé sous sa marque « Lycra » et parfois « Spandex »), fibre appréciée pour sa fonctionnalité, sa texture mais aussi le fait qu'elle peut être mélangée à d'autres textiles. Son élasticité est bien supérieure aux autres fibres textiles existant alors et les habits peuvent se voir étirés sans être déformés. De plus, le Lycra reste insensible à la transpiration ou au parfums contrairement au caoutchouc qu'il est censé remplacer. Au départ destiné à la lingerie et aux dessous, il se voit incorporé dans les maillots de bain et natation, les vêtements de sport ou de danse. Ceux-ci, souvent tricotés jusqu'alors, avaient peu évolué depuis des décennies et souffraient de leur tenue dans le temps. Outre le sport les exemples marquant de l'époque restent le pantalon moulant des années disco ou le sous-pull à col roulé.
Lors de la fin des années 1970 et début de la décennie suivante, la femme se doit d'être « performante ». Le power dressing est établi comme une tendance majeure ; en parallèle de celle-ci, les femmes doivent cultiver le culte de l'apparence, « un physique sain et une silhouette svelte » et les vêtements doivent refléter la théorique perfection du corps. C'est l'ère du « body conscious » (ou « bodycon », la « conscience du corps »), apogée du vêtement moulant : « les femmes qui les porte est consciente de son physique, de l'image quelle renvoie ». Le fitness (en) et l'aérobic se répandent, Jane Fonda et Olivia Newton-John deviennent des modèles à suivre. Christie Brinkley apparait de multiples fois habillée d'élasthanne, illustrant la popularisation des vêtements de sports moulants qui vont peu à peu se répandre. Ergonomiques et esthétiques, le justaucorps, guêtres extensibles, leggings, cycliste ou body, hérités du sportswear et parfois fluos, deviennent partie intégrante de la garde-robe. Ces vêtements souples, légers, extensibles, détournés de leur usage premier, restent aussi mieux adaptés à la vie contemporaine : confort et liberté de mouvements priment et encouragent leur utilisation au quotidien. Le Lycra, s'implante dans les vêtements. La lingerie, domaine quelque peu abandonné durant les années 1970, redevient créative. Au-delà de l'aspect de séduction, celle-ci est douce et confortable. La marque Calvin Klein, avec ses sous-vêtements unis et logotés, ses jeans moulants et ses publicités érotiques, devient un basique pour homme et femme. Azzedine Alaïa s'empare de la tendance, créant des robes extrêmement serrées, telles une « seconde peau » ; ce terme de seconde peau est d'ailleurs inventé par le Women's Wear Daily pour décrire les robes très moulantes (en) du couturier tunisien. Il y cache les fermetures Éclair, incorpore de la laine. « Les critiques de mode et les top-modèles, Christy, Cindy, Naomi ou Linda, savaient toutes très bien ce que pouvaient leur apporter une robe Alaïa : l'équivalent d'une opération de chirurgie esthétique sans ses aspects désagréables », écrit Susannah Frankel (en). Vers la fin de la décennie apparait l’iconique robe bandage d'Hervé Léger, un mélange de bandes horizontales parfois en laine, soie ou Lycra. Les vêtements moulants touchent principalement les femmes, peu les hommes, mais pas les enfants qui dans les années 1980 profitent de vêtements amples.
À partir des années 1990, le culte de la silhouette de la décennie précédent a entrainé de nombreux exclus ; la mode est plus minimaliste, plus terne, plus discrète depuis la crise de 1987. À quelques exceptions prêts dont des jeans mélangés de Lycra, les vêtements moulants sont passés de mode. Mais plusieurs années après, ils n'ont pas complètement disparus ; durablement implantés, ils dont devenus un élément vestimentaire qui complète d'autres tenues. De plus, certains créateurs à l'image de Roland Mouret, Versace ou, souvent, Victoria Beckham, l'incluent à leurs collections. De nos jours, les instagirls ne cessent de s'afficher en vêtements moulants, dont leggings ou pantalon de yoga, aussi bien au sport que dans la rue.

## Le «bas» de vêtement
Le pantalon n'a pas échappé à ce phénomène de mode qui consiste à « sculpter » le corps des femmes et des hommes. L'apparition de nouveaux textiles a facilité ce phénomène. Ce développement a été concomitant avec la progression du string qui a l'avantage d'éviter les marques de sous-vêtement sous les pantalons (ou robes ou jupes) serrés[réf. nécessaire]. De nombreuses variantes du pantalon moulant se sont développées au cours des années avec notamment le pantacourt voire le micro-short, souvent associé à des collants opaques. C'est aussi le cas du port des leggings.

## Une seconde peau: attribut du fétichisme sexuel

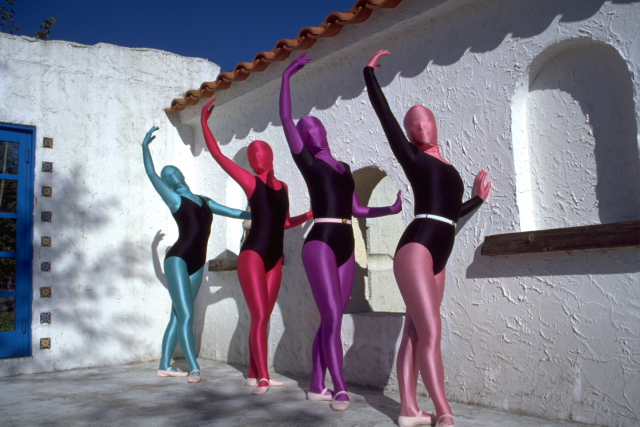
Quatre danseuses en zentai.

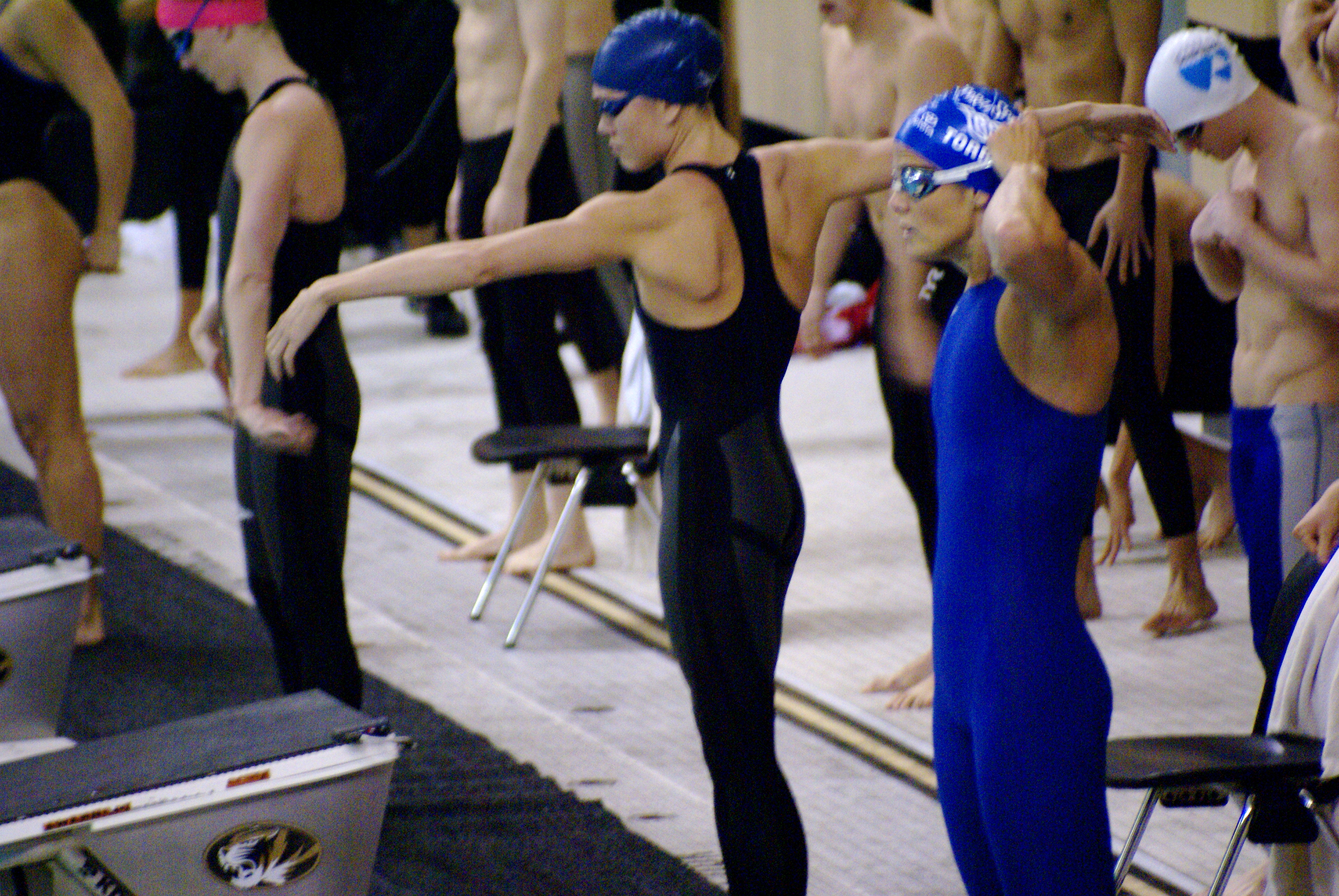
Maillot de bain technique moulants et adapté pour minimiser les frottements.

De cet aspect « seconde peau », est né le fétichisme lié au vêtement moulant. C’est ici le corps parfois dans sa totalité que le fétichiste va chercher à recouvrir. Non seulement pour la sensation que lui procure cette tenue, mais aussi pour l’aspect qu’elle va lui donner. Tactile et donc également visuel, le voyeurisme est lié à ces pratiques. Différentes matières peuvent entrer en action comme le cuir, le PVC ou le latex,. Il est exacerbé dans le port du catsuit, combinaison en élasthanne ou latex recouvrant le corps, y compris la tête dans le cas du zentai. La notion de « fétiche de constriction » va donc au-delà du simple port du vêtement moulant. À l'inverse, la mode s'est approprié l'usage du latex jusqu'à le rendre plus banal. Ce fétichisme lié à l'aspect « seconde peau » se retrouve aussi dans le port de vêtements moulants en cuir : les personnes attirées par le cuir aiment son odeur, son aspect moulant, et l'effet bestial de la seconde peau. Accessoire parfois fétichiste, le pantalon de cuir a ainsi aiguisé son image sulfureuse ». L'icône américaine de la mode Dita von Teese écrit « Mon look favori demeure la peau blanche, les lèvres rouges, les vêtements moulants et des talons. Je m'habille comme ça depuis que je suis adolescente ».

## Vêtement moulant et «imaginaire»

### Religion
Une certaine interprétation de l'islam interdit à la femme musulmane le port de tout vêtement moulant le corps ou laissant transparaitre ce qu'il couvre, en particulier ce qui tente les hommes : la poitrine, la taille, les fesses, etc..[réf. nécessaire]

### Vis-à-vis des consommateurs

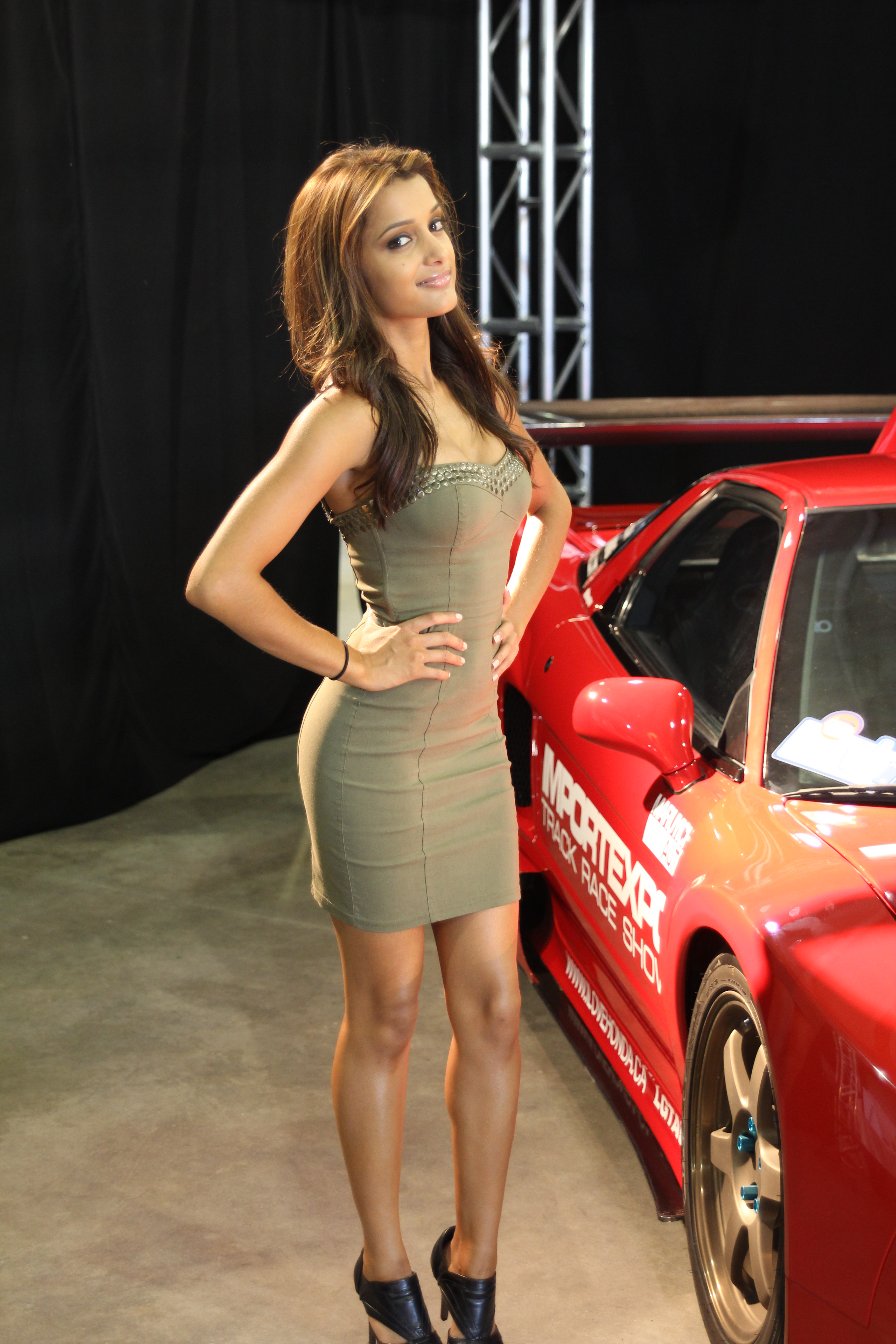
Une hôtesse d'un salon dans une robe bodycon.

Les publicitaires font souvent appel à ce fétichisme du vêtement moulant pour attirer l'œil du lecteur, voire du visiteur dans les expositions par l'utilisation de vêtements moulants pour les uniformes des hôtesses dans les salons. C'est également le cas des serveuses de bars dans les clubs, elles portent des hauts moulants exhibant leurs formes ou un large décolleté, avec une jupe plutôt courte ou un short moulant.